# Verzorgingsplaats Vaarle
Verzorgingsplaats Vaarle is een Nederlandse verzorgingsplaats, gelegen aan de A270 Eindhoven-Well in de gemeente Nuenen, Gerwen en Nederwetten.
De verzorgingsplaats dankt haar naam aan het het gebied waar de verzorgingsplaats ligt.